# Ян Прохазка (письменник)
Ян Прохазка (з чес. Jan Procházka; 4 лютого 1929, Іванчіце – 20 лютого 1971, Прага) – чеський письменник, сценарист,публіцист. 
Народився у передмісті Брна, походив із селянської родини. Закінчив Вищу сільськогосподарську школу в Оломоуці, після навчання працював керівником Державного молодіжного господарства в Ондрашові (Брунталь) у 1945–1949 роках. Через рік він переїхав до Праги, де займався організацією молодіжних трудових бригад у прикордонних районах у рамках Чехословацького союзу молоді (1950-1959).
Після Другої світової війни почав цікавитися політикою та культурою. Став прихильником комуністичних ідей і вступив до Комуністичної партії Чехословаччини (КПЧ). Критично ставитися до партії він почав у 1956 році після придушення антикомуністичного повстання в Угорщині. У 1962–1967 роках був кандидатом у члени Центрального комітету КПЧ і входив до ідеологічної комісії (1963–1966).
У 1968–1969 роках Ян Прохазка був заступником голови Спілки чехословацьких письменників. Після конфлікту з президентом Антоніном Новотним у 1967 році він приєднався до реформістського крила КПЧ. На IV з’їзді Спілки чехословацьких письменників у червні 1967 року прозвучала жорстка критика комуністичного режиму, після чого письменники, котрі висловилися негативно, були піддані репресіям. Окрім Яна Прохазки серед них був Іван Кліма, Людвік Вацулік, Павел Когоут та Мілан Кундера. Після цієї події був виключений з Центрального комітету КПЧ. 
Після введення військ Варшавського договору та придушення реформ він став одним із «небажаних» культурних діячів. Він зазнав жорсткої критики у пресі, його ім’я намагалися викреслити з культурного життя Чехословаччини. Його відкрито підтримав письменник Людвік Вацулік, який у зверненні до генерального прокурора заявив, що матеріали, які поширювала комуністична преса та телебачення, були свідомими маніпуляціями.
Ян Прохазка помер у 1971 році, ймовірно, від наслідків стресу та переслідувань. Лише після 1989 року його ім'я було реабілітованим, а його фільми та книги знову стали доступними для публіки.

## Творчість
У 1950-х роках він почав працювати у сфері кінематографа. У 1956 році він написав свою першу книгу, а у 1959 став драматургом і сценаристом кіностудії Баррандов (з чес. Barrandov). Він допомагав таким письменникам, як Богуміл Грабал та Арнош Лустіг з екранізаціями їхніх творів, а також підтримував створення культових фільмів, зокрема «Démanty noci» та «Sedmikrásky». Співпраця з відомими режисерами зробила його одним із провідних сценаристів Чехословаччини. Бувсценаристом у фільмах: Trápení (1961), Závrať (1962), Naděje (1963), Vysoká zeď (1964), Na kometě (1970), Už zase skáču přes kaluže (1970), Ucho (1970), Páni kluci (1975).
Фільм Ucho (1970) був заборонений до 1989 року, а після Оксамитової революції був номінований на Золоту пальмову гілку Каннського кінофестивалю.

### Проза
- Zelené obzory (1960)
- Přestřelka (1964)
- Politika pro každého – публіцистика
- Tři panny a Magdaléna (1966) – чотири сценарії до фільмів (Vysoká zeď, Trápení, Závrať, Naděje)
- Ať žije republika (1965) – екранізована того ж року
- Kočár do Vídně (1966) – екранізована того ж року
- Svatá noc (1966) – екранізований під назвою «Noc nevěsty» у 1967.

## Переклади українською
- Зелені обрії: повість / пер. О. Микитенко. К.: Молодь, 1962. 180 с.
- Замет: повість / пер. Д. Андрухова // жур. Всесвіт, №4, 1963. с. 9-47.